# إلهان مانسيز
إلهان مانسيز (بالتركية: İlhan Mansız)‏ لاعب كرة قدم تركي معتزل من أصول ألمانية، كان يلعب في مركز المهاجم، لعب مع منتخب بلاده في بطولة كأس العالم 2002 واستطاع أن يحرز معهم المركز الثالث في إنجاز غير مسبوق.

## مبارياته الدولية
| منتخب تركيا لكرة القدم | منتخب تركيا لكرة القدم | منتخب تركيا لكرة القدم |
| السنة                  | الظهور                 | الأهداف                |
| ---------------------- | ---------------------- | ---------------------- |
| 2001                   | 2                      | 1                      |
| 2002                   | 13                     | 5                      |
| 2003                   | 6                      | 1                      |
| المجموع                | 21                     | 7                      |

## إنجازات
- منتخب تركيا لكرة القدم
  - كأس العالم لكرة القدم 2002: المركز الثالث

## وصلات خارجية
- إلهان مانسيز على موقع IMDb (الإنجليزية)
- إلهان مانسيز على موقع الاتحاد الدولي للتزلج (الإنجليزية)
- إلهان مانسيز على موقع الاتحاد الدولي (مؤرشف)  (الإنجليزية)
- إلهان مانسيز على موقع اتحاد تركيا (لاعب) (الإنجليزية)
- إلهان مانسيز على موقع رابطة كرة القدم اليابانية للمحترفين (اليابانية)
- إلهان مانسيز على موقع قاعدة بيانات كرة القدم.إي يو (الإنجليزية)
- إلهان مانسيز على موقع بيانات كرة القدم. دي إي (الألمانية)
- إلهان مانسيز على موقع ناشيونال فوتبول تيمز (الإنجليزية)
- إلهان مانسيز على موقع Soccerway.com (الإنجليزية)
- إلهان مانسيز على موقع عالم كرة القدم.نت (الإنجليزية)